# Vin biodynamique
Ne doit pas être confondu avec vin biologique ou vin naturel.

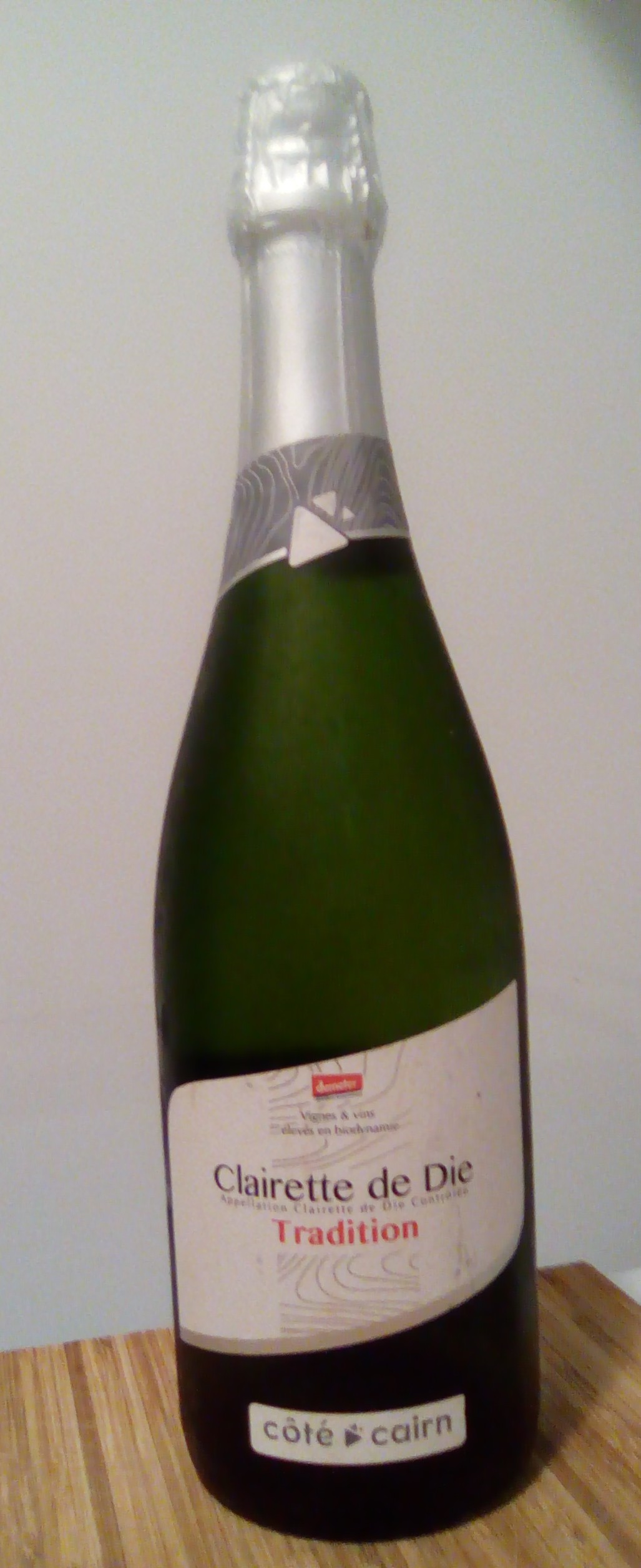
Bouteille de clairette-de-die biodynamique.

Un vin biodynamique est un vin produit selon les principes de l'agriculture biodynamique. Les pratiques biodynamiques peuvent s'appliquer, selon le choix du producteur, simplement aux méthodes de culture de la vigne (vin issus de raisins cultivés en viticulture biodynamique), ou bien aller jusqu'à l'élaboration du vin avec des critères spécifiques de vinification. Il s'agit notamment de l'emploi de préparations biodynamiques ainsi que de l'utilisation de doses d'anhydride sulfureux plus faibles qu'en agriculture biologique. Les intrants œnologiques sont également limités. 
La biodynamie se rapproche de l'agriculture biologique (par exemple, limiter les intrants de synthèse), à laquelle s'ajoutent des pratiques pseudo-scientifiques comme l'utilisation de substances dites « dynamisées » ou d'autres basées sur une supposée influence de la Lune. La biodynamie fait l'objet de critiques qui dénoncent notamment son caractère ésotérique ou la banalisation de l'anthroposophie dont elle découle.
Si ces méthodes ont été adoptées par plusieurs domaines très réputés tels que le domaine de la Romanée-Conti, M. Chapoutier, le champagne Louis Roederer, Gérard Bertrand ou le domaine Zind-Humbrecht, elles ne font pas l'unanimité dans la filière viti-vinicole.

## Historique

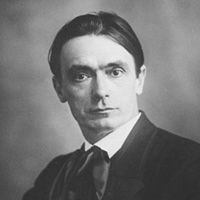
Rudolf Steiner (1861-1925)

La viticulture biodynamique est inspirée comme l'agriculture biodynamique des théories développées par Rudolf Steiner, faisant appel à une combinaisons de pratiques ésotériques reposant sur les intuitions mystiques de son créateur, et de la doctrine anthroposophique. Dans son Cours d'Agriculture, série de huit conférences données à des agriculteurs allemands en 1924, il jette les bases d'une méthode alternative à l'agriculture alors en vogue, qui était appuyée sur l'usage intensif de produits et fertilisants chimiques. Elle conçoit les sols comme une matière vivante, et vise à réhabiliter la vie organique des sols en prohibant l'usage des pesticides et des produits de synthèse.
La pratique de la biodynamie dans les vignobles devient plus populaire à partir des années 2000.
Cette expansion doit beaucoup aux prises de position favorables de deux critiques de vin parmi les plus influents au monde, Robert Parker et Jancis Robinson.

## Viticulture biodynamique
Les raisins utilisés pour la production d'un vin biodynamique doivent eux-mêmes être d'abord issus de la viticulture biologique pour prétendre à la certification d'un label biodynamique.
Le vigneron doit donc obtenir le label « Agriculture biologique » avant de pouvoir obtenir un label biodynamique.

## Vinification en biodynamie
La vinification en biodynamie suit également les principes de l'agriculture biodynamique, outre les principes généraux de la vinification et le peu d'études réalisées sur le sujet, la pratique de la biodynamie n'a pas été validée scientifiquement comme ayant un effet sur le vin, comparée à la vinification biologique ou conventionnelle.
Les viticulteurs pratiquant une viticulture biodynamique choisissent ou non d'élaborer leurs vins selon les mêmes principes pendant la vinification, c'est pourquoi certains n'appliquent pas le cahier des charges spécifique durant cette étape. Ceux qui suivent cette voie affirment noter également un meilleur équilibre dans la croissance végétative, lié à une production de sucre dans les raisins qui coïncide avec la maturité physiologique. Ils affirment avoir noté une augmentation qualitative de leurs vins qui seraient plus floraux. La maturité entraînerait un bon équilibre entre le glycérol et la teneur en alcool.

### Attention portée aux phases lunaires dans le travail des vins
Lors de la vinification, le calendrier lunaire est pris en compte.[C'est-à-dire ?]

### Dynamisation en vinification
Sont parfois utilisées des vasques de « dynamisation »,, qui permettent de brasser avec vigueur en créant un vortex (illustration)[pourquoi ?], et sont destinées à clarifier le vin par sédimentation après le soutirage.

### Intrants œnologiques
Les labels de certification pour la viticulture biodynamique exigent désormais l'application de ces principes en vinification. De plus, ils mentionnent les produits autorisés tout en en limitant l'usage. Demeter a défini un cahier des charges pour la vinification qui en vigueur depuis le millésime 2009 sur des cuvées qui n'ont été ni levurées, ni acidifiées, ni flash-pasteurisées, et qui limite la chaptalisation, le levurage, le sulfitage, le collage et l'utilisation d'enzymes. Biodyvin applique les mêmes critères définis par Demeter.

## Commercialisation des vins biodynamiques

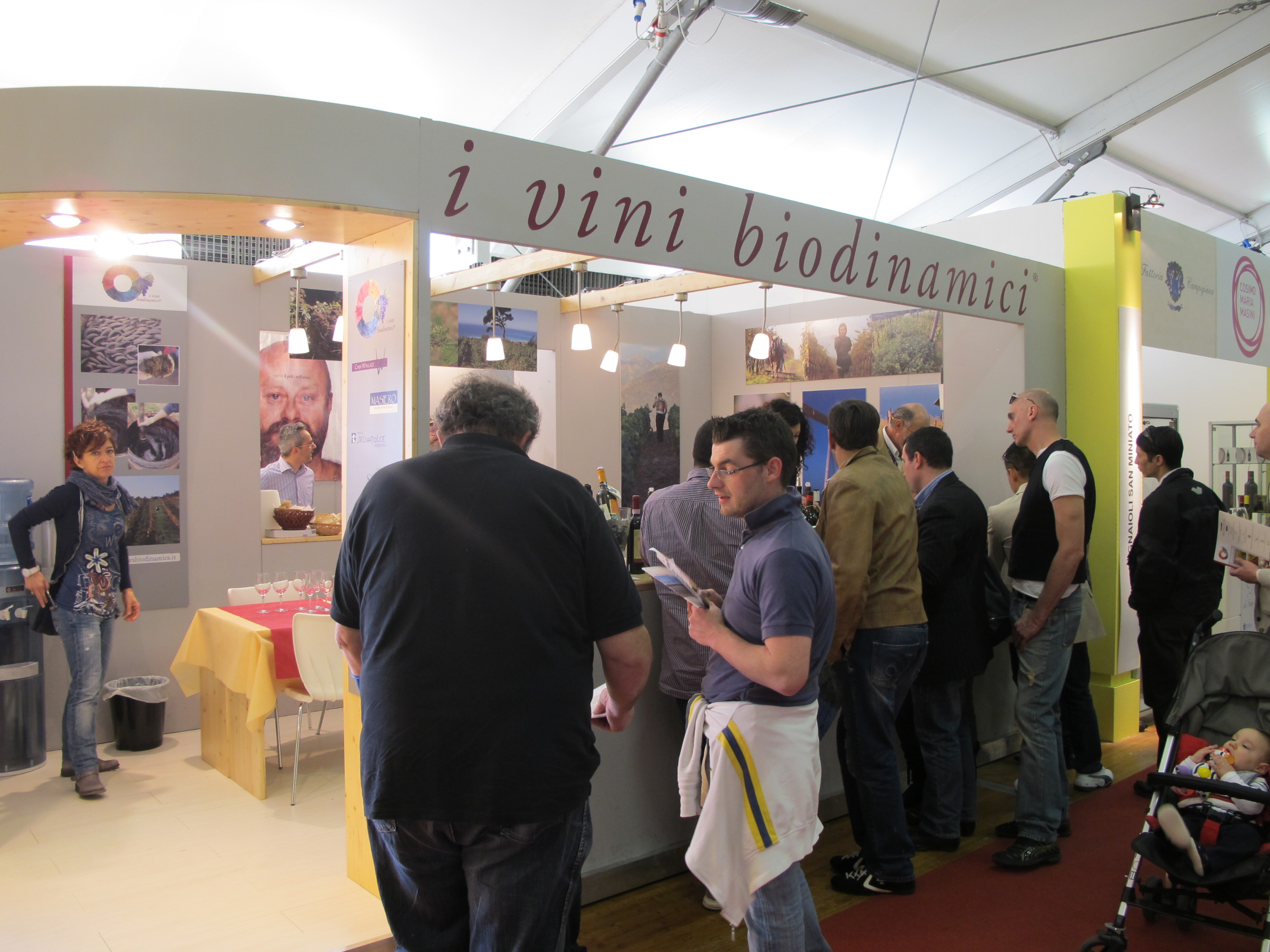
Stand de vin biodynamique à Vinitaly

Les vins élaborés en biodynamie s'exportent massivement vers l'étranger, en particulier aux États-Unis et au Japon, et leurs producteurs les vendent souvent plus cher que les autres vins de même appellation. Le premier argument mis en avant auprès de consommateurs est le retour à une viticulture respectueuse de l'environnement, mais les grands domaines affichent rarement la mention agriculture biodynamique sur leurs étiquettes, se refusant à l'employer comme un argument commercial. Joëlle Brouard, professeur de marketing et directrice de l'Institut du management du vin à l'École supérieure de commerce de Dijon, explique que chez les vignerons, la biodynamie « n'est pas un argument mis en avant. D'abord parce qu'ils n'en ont pas besoin pour vendre, mais aussi parce qu'ils ne veulent pas être jugés sur les moyens mais sur le résultat ». Insistant sur le fait que, pour elle, ces producteurs ne sont pas des illuminés, elle conclut : « Fondamentalement, ça ne part pas d'une volonté commerciale, mais d'une conviction personnelle, d'autant qu'il faut convaincre l'ensemble des salariés de travailler de cette façon. ».

## Utilisation dans le monde vinicole
Un producteur peut pratiquer la biodynamie sans nécessairement le mentionner, ou sans avoir obtenu un label certifiant cette pratique (en France, Demeter et Biodyvin).

### France
Un nombre croissant de producteurs convertissent leurs pratiques à la biodynamie, dont certains produisant des vins de très haut de gamme,, comme d'autres plus modestes. Selon un article paru dans Fortune, un grand nombre des meilleurs domaines en France, « y compris le Domaine Leroy, en Bourgogne, le Château de la Roche-aux-Moines dans la Loire, la Maison Chapoutier dans la vallée du Rhône, et le Domaine Zind Humbrecht en Alsace », appliquent la viticulture biodynamique.

#### Alsace
Le domaine Zind-Humbrecht est un pionnier de la biodynamie. Son directeur, Olivier Humbrecht, est le président du SIVCB, à l'origine du label Biodyvin.

#### Bordeaux
La biodynamie a été moins adoptée dans le Bordelais que dans les autres régions viticoles de France.
Certifié biodynamique depuis 2010, le Château Pontet-Canet, cinquième grand cru classé en 1855 à Pauillac, y fait figure de précurseur.

#### Bourgogne

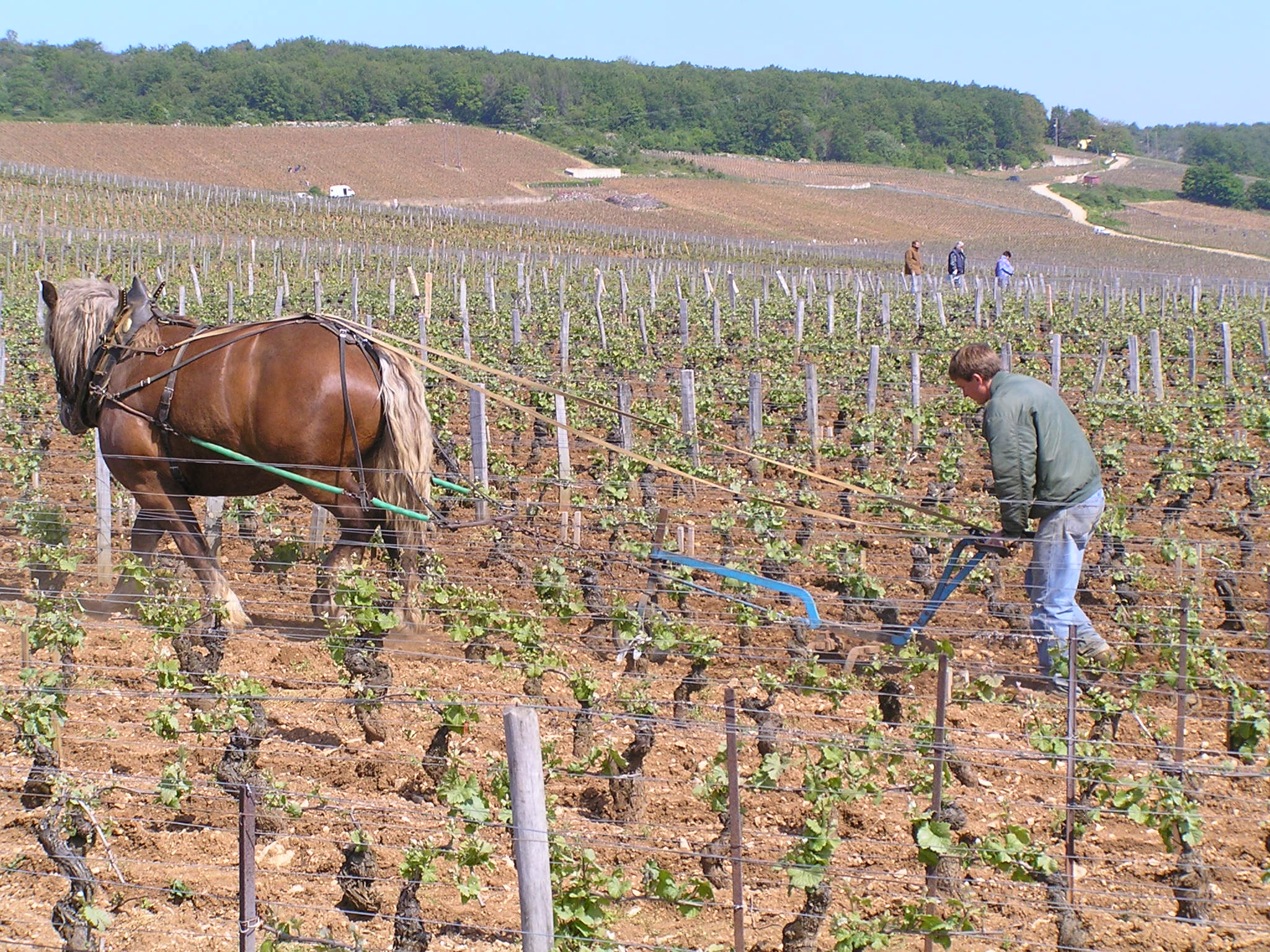
Labourage avec un cheval d'une parcelle de vigne de la Romanée-Conti conduite en biodynamie.

Le domaine de la Romanée-Conti est conduit entièrement en biodynamie depuis 2007, après une vingtaine d'années d'exploitation en viticulture biologique, et de nombreuses expérimentations.
Le domaine Leflaive, référence de Puligny-Montrachet, est passé intégralement en biodynamie dans les années 1990.

Dans la bande dessinée Les Ignorants, réalisée par Étienne Davodeau avec le vigneron bourguignon Richard Leroy, celui-ci qui avoue ne rien comprendre aux théories de Steiner, aux histoires de planètes, de lunes ou de dilutions, affirme : 

« Je ne suis pas chercheur, ni biologiste, et encore moins sorcier, je suis vigneron. Je sais une chose : les vins qui me parlent le plus sont issus de la biodynamie. Ceux qui m’ont fait découvrir la biodynamie sont tous des gens de grande valeur sur le plan humain : attentifs, respectueux, humbles, ça compte vachement. »

#### Champagne
Chez Louis Roederer, 100 hectares de vignes sur les 240 que possède la maison sont conduits en biodynamie, dont celles produisant la cuvée de prestige Cristal.

#### Loire
Un des plus importants promoteurs de la biodynamie en France est Nicolas Joly, à la tête du domaine de la Coulée de Serrant, à Savennières.

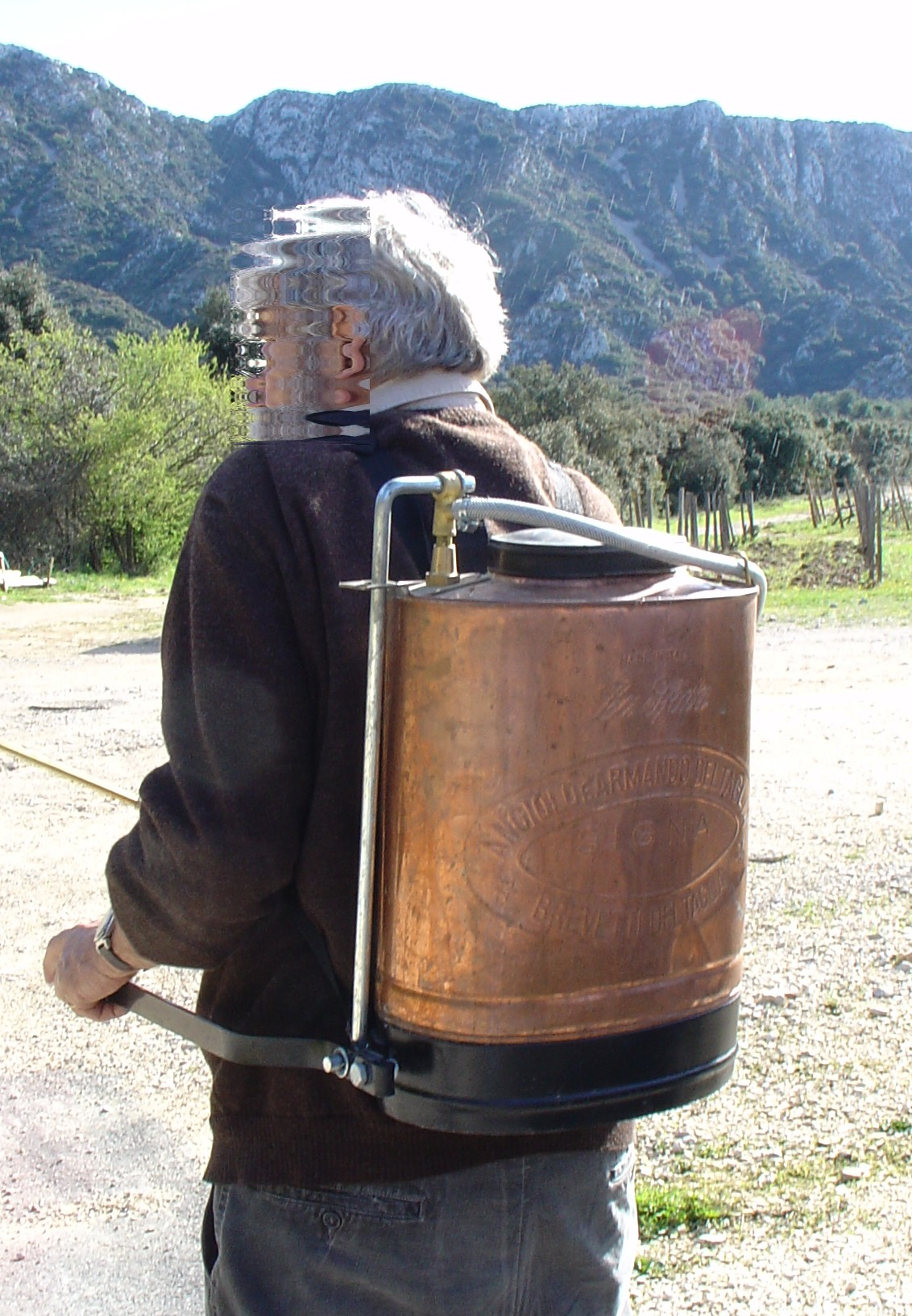
Pulvérisateur à dos utilisé pour l'épandage des préparations biodynamiques au Château Romanin.

#### Rhône
Dirigeant une des plus importantes maisons de la Vallée du Rhône, Michel Chapoutier a mis en place les principes de l'agriculture biodynamique dès les années 1990.
À Châteauneuf-du-pape, les propriétaires du domaine de Marcoux, Catherine et Sophie Armenier, sont louées par Robert Parker comme « suivant les écrits astrologiques et homéopathiques du fameux professeur allemand Rudolf Steiner »,. Catherine Armenier joue un rôle important dans les syndicats de producteurs de son AOC Châteauneuf-du-pape et des côtes-du-rhône.

#### Languedoc-Roussillon
Dans le Languedoc, 450 hectares des différents domaines de Gérard Bertrand, ancien rugbyman reconverti dans le vin à la fin des années 1980, sont travaillés selon les principes de l'agriculture biodynamique.

#### Provence
La cave du château Romanin, situé au pied des Alpilles, est construite de toutes pièces en 1998 pour élaborer des vins biodynamiques, selon la volonté des promoteurs dont les principaux étaient une société d'investissement et Jean-André Charial, le chef emblématique de l'Oustau de Baumanière.

Quelques vins internationaux se réclamant de la biodynamie
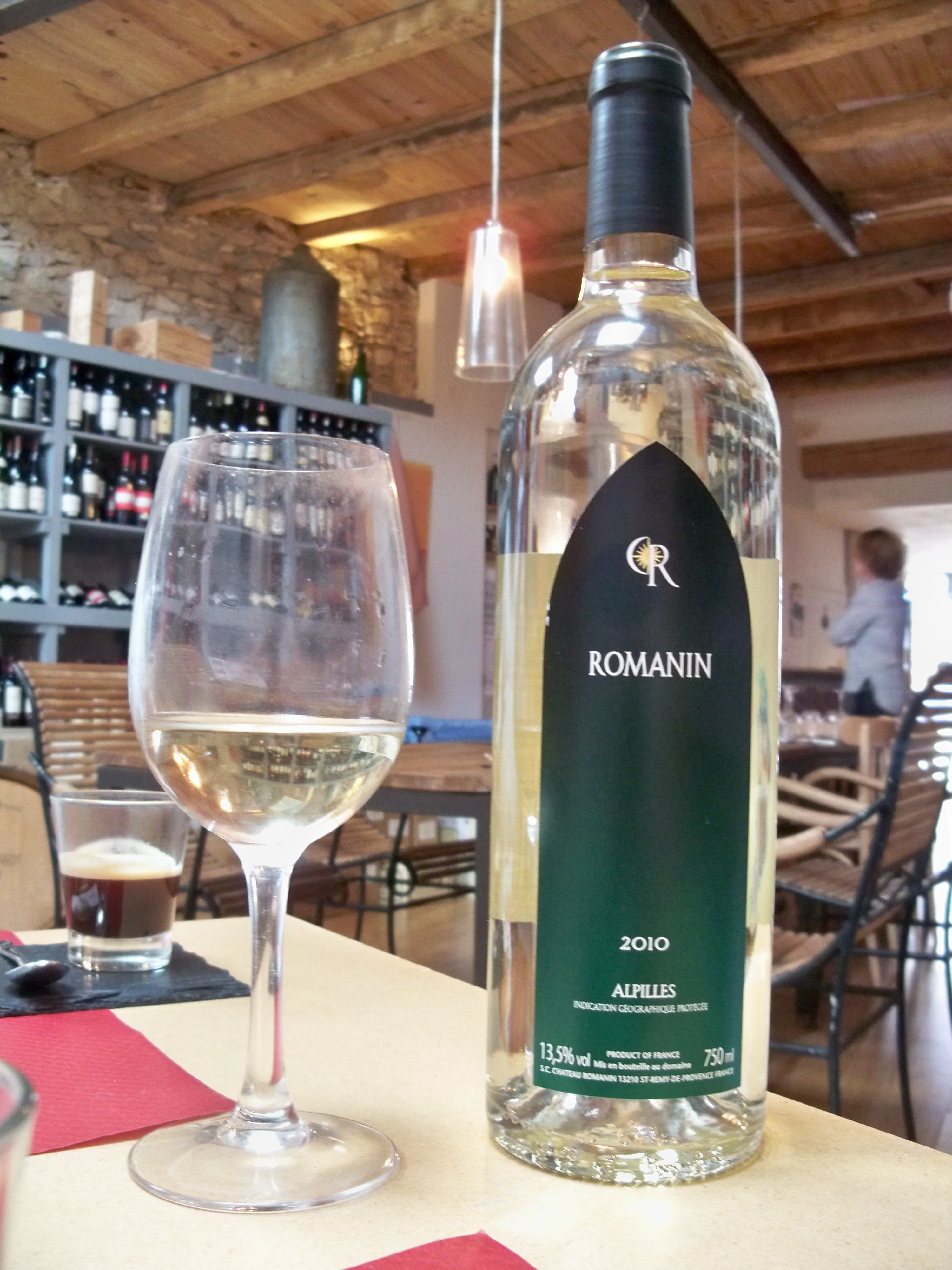
IGP Alpilles, Château Romanin
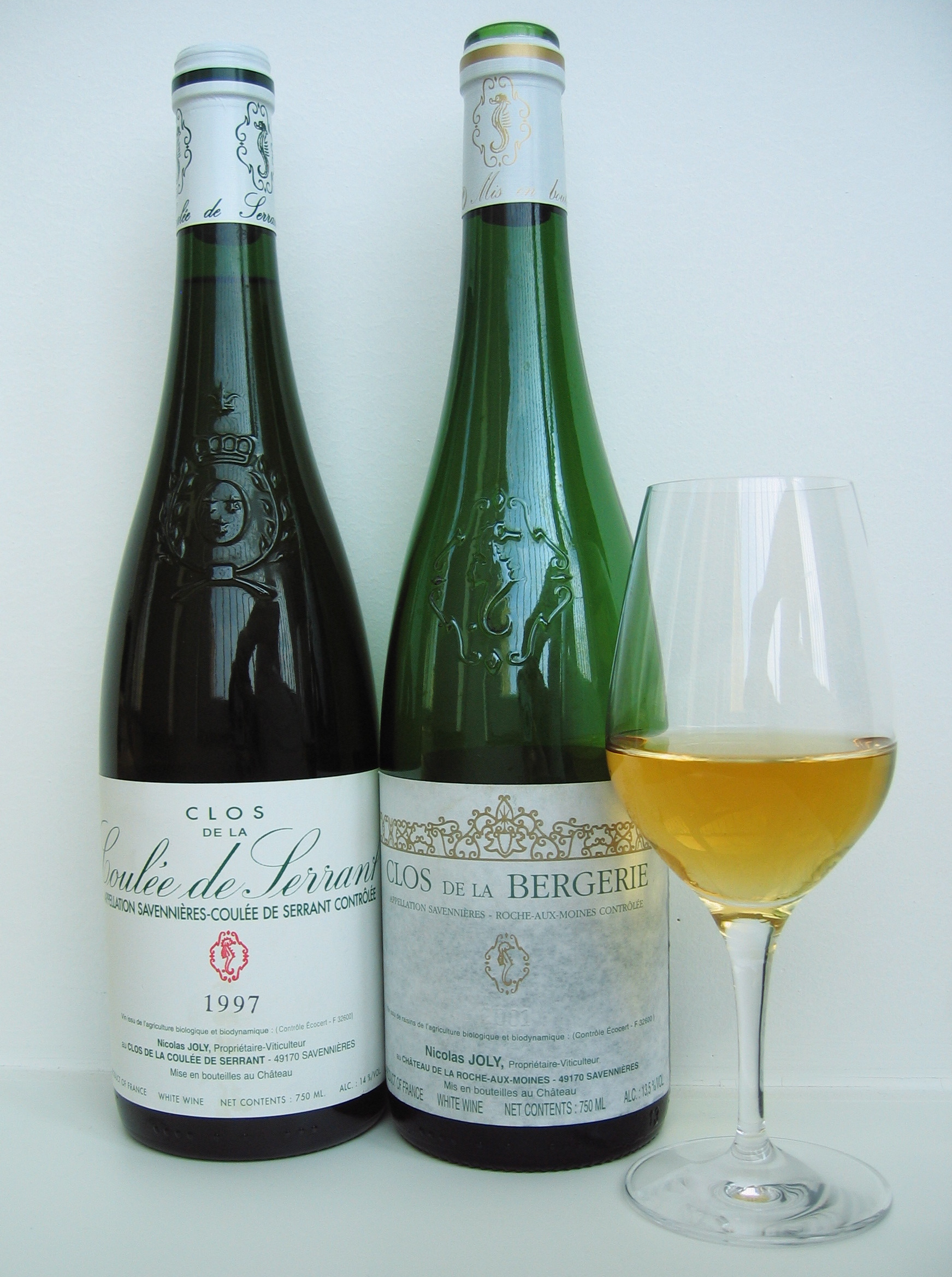
Coulée de Serrant et Clos de la Bergerie
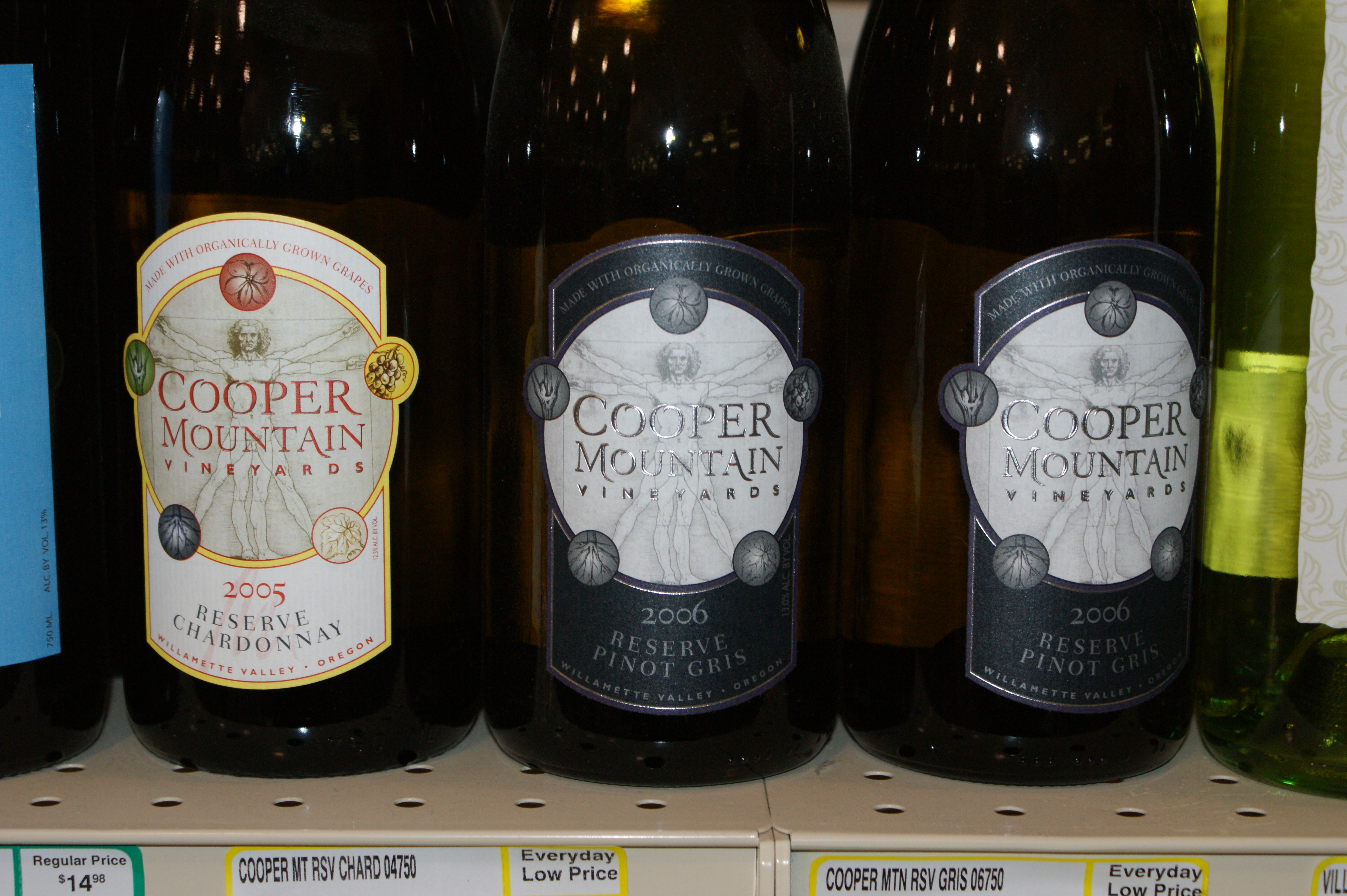
Cooper Mountain Vineyards en Orégon
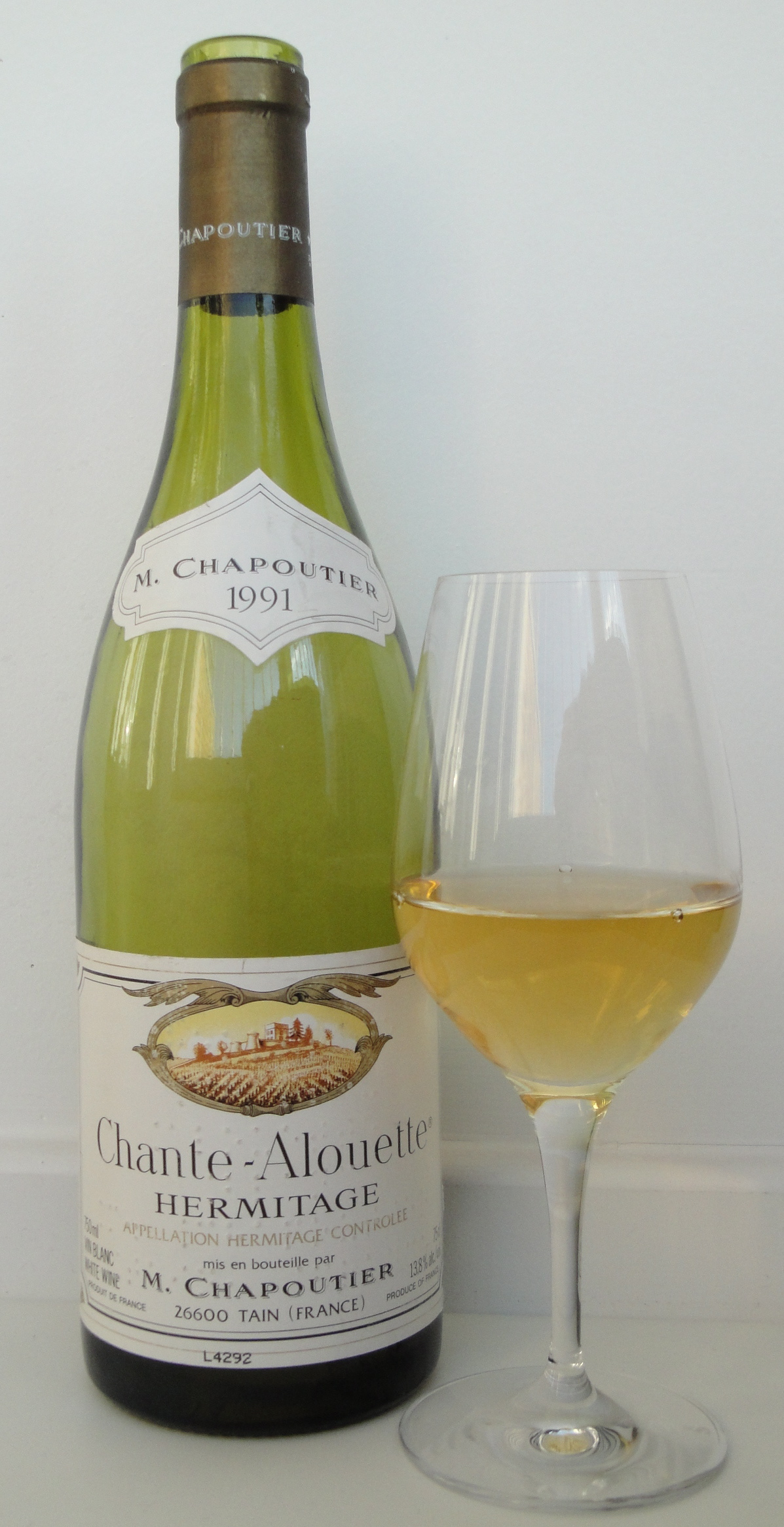
AOC Hermitage blanc de Michel Chapoutier
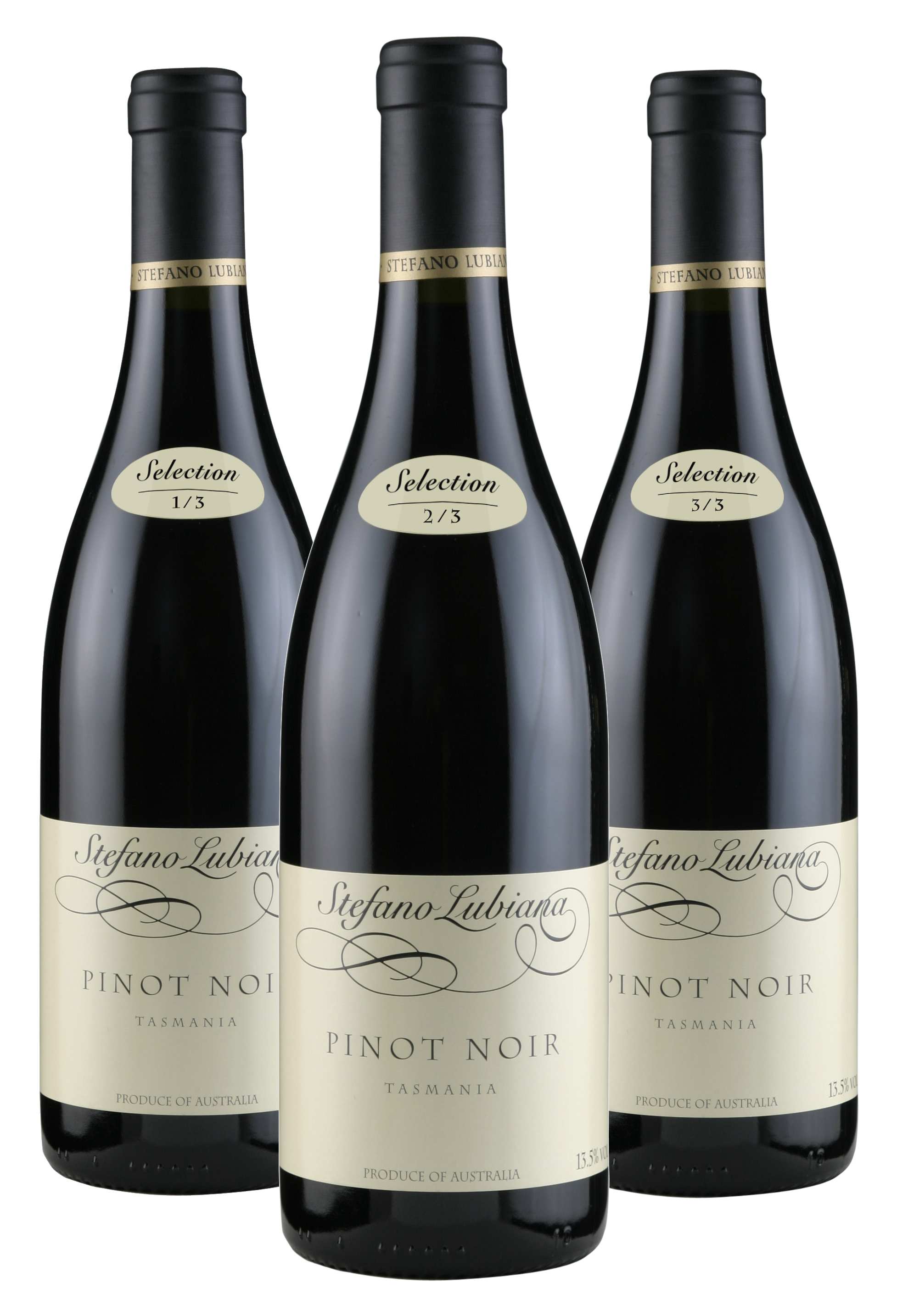
Graton Vineyard de Stefano Lubiana en Tasmanie

## Labels spécifiques à la biodynamie

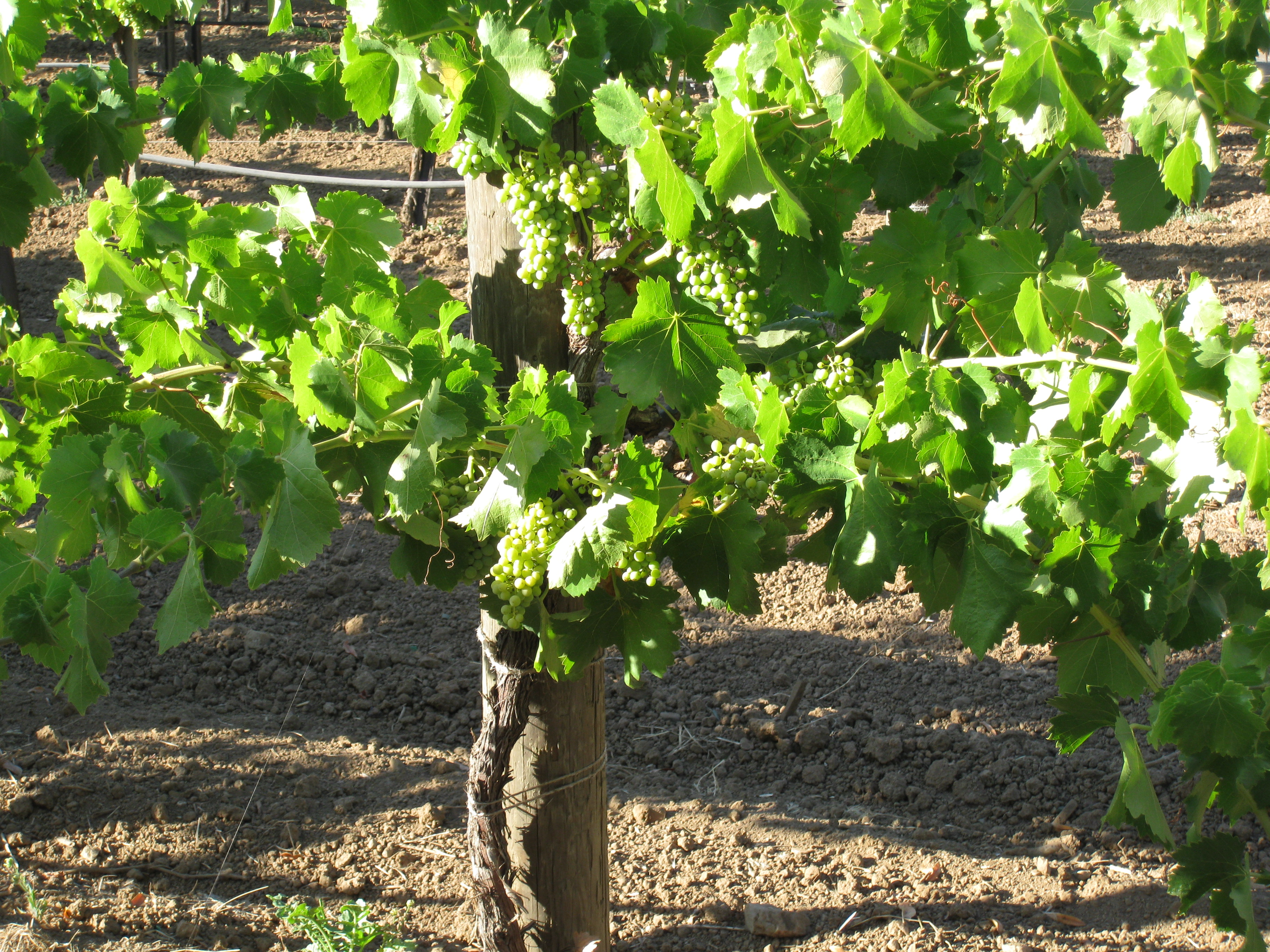
Vigne californienne menée en biodynamie certifiée Demeter

Différents labels certifient que les vins ont été travaillés selon les principes biodynamiques. Ils sont plus ou moins rigoureux dans leurs cahiers des charges. Ils n'ont pas de caractère obligatoire.

### Demeter
Le principal label certifiant la viticulture biodynamique est Demeter. Il a été créé en 1928, et est reconnu dans plus de 50 pays. Pour pouvoir l'obtenir, le label AB, certifiant l'utilisation des méthodes de l'agriculture biologique, doit d'abord avoir été obtenu.
5 500 hectares de vignes en France sont certifiées Demeter en 2017, sur 418 domaines.

### Biodyvin
Le label Biodyvin a été créé en 1995 par le Syndicat international des vignerons en culture bio-dynamique (SIVCB). À l'inverse de Demeter qui certifie des parcelles de vignes, le label Biodyvin certifie des domaines dans leur ensemble, entièrement conduits en biodynamie. Le contrôle de conformité au cahier des charges est effectué par Écocert.
En 2017, ce label certifie 135 vignerons, dont la grande majorité en France et quelques-uns en Italie, Allemagne, Suisse et Portugal.

## Controverses sur le vin biodynamique
Le sujet divise les opinions, les critiques montrent que les résultats ne sont pas scientifiquement prouvés et dénoncent des pratiques fantaisistes relevant de la superstition et de la pensée magique. Malgré cela, une minorité de producteurs défendent leur intérêt pour le vin biodynamique.

### Critiques
L'approche biodynamique fait appel à l'astrologie et à l'ésotérisme. Ces pratiques sont sujettes à des critiques et à la réfutation de leur réelle efficacité. L'efficacité de ce système de production ne semble pas différer de celle de l'agriculture biologique dont il respecte les principes de base. Les deux approches se distinguent par les aspects pseudo-scientifiques de l'agriculture biodynamique.
Nombre de critiques reconnaissent la qualité des vins biodynamiques, mais avancent que les améliorations constatées dans le goût du vin et la santé du vignoble sont plus dues à un ensemble de bonnes pratiques découlant de la simple reconversion en agriculture biologique et non pas aux pratiques ésotériques ajoutées par la biodynamie,. D'autres spécialistes y ajoutent le travail méticuleux des viticulteurs qui veillent à de nombreux détails souvent négligés. Ray Isle, rédacteur en chef du Wine & Spirit magazine, philosophe : « Alors que faire s'ils pensent aussi qu'enterrer des cornes de vache pleines de bouse va les aider à canaliser de nouvelles forces de vie venues du cosmos ? ».
Comme l'expliquent Douglass Smith et Jesus Barquin, très critiques envers les aspects ésotériques de la biodynamie, leur appréciation des vins qui en sont issus n'en est pas affectée. Ils reconnaissent d'ailleurs le talent de beaucoup des vignerons adeptes de cette méthode, tout en regrettant « leur crédulité en des croyances et des pratiques non scientifiques comme l'astrologie ou l'homéopathie, ainsi que leur pratique de rituels de style vaudou », constatant que les meilleures études, menées à ce jour, n'ont pu « trouver de distinctions entre l'agriculture biodynamique et biologique dont elle est une partie » ; « l'ésotérisme, semble-t-il, n'ajoute rien, n'apporte rien. Et nous, en tant que supporters du rationalisme et de la clarté, sommes consternés par ces déconnexions entre la croyance et la recherche. Buvons un verre à la raison ».

### Soutiens
Des viticulteurs soutiennent que les pratiques de la biodynamie ont un intérêt pour leurs vins. Ces domaines ont expérimenté la conversion de leurs exploitations viti-vinicoles et s'y maintiennent. Ces producteurs sont en minorité, et arguent sur le fait que leurs moûts sont de meilleure qualité, les vins sont plus profonds, et exprimant mieux le terroir.
Des partisans notoires partagent ce point de vue, par exemple, chez Louis Roederer, l'adoption de la biodynamie a été progressive et recouvre 100 hectares sur 240. « Dans notre cas, on a vu la biodynamie comme un moyen de donner un peu plus de profondeur à nos vins, plus d’épaisseur tout en gardant l'acidité, la fraîcheur, la finesse ». La prépondérance des méthodes de viticulture biologique dans l'amélioration des vins liée au passage à la biodynamie est soulignée par Aubert de Villaine. Le co-gérant du Domaine de la Romanée-Conti, converti au bio en 1985 puis progressivement à la biodynamie de 1996 jusqu'à la conduite intégrale en biodynamie depuis 2007 : « ce qui est le plus important, c’est le passage en bio. La biodynamie apporte beaucoup, mais de manière plus ténue. Supprimer les produits de synthèse permet au sol de revivre. ». L'apport de la biodynamie est pour lui un plus : « Avec la biodynamie, on arrive à une plus grande finesse de maturité. ».